# Hung thần đại dương
Hung thần đại dương (tiếng Anh: 47 Meters Down) là một bộ phim điện ảnh kinh dị sinh tồn của Anh-Mỹ năm 2017 do Johannes Roberts đạo diễn, đồng viết kịch bản bởi Roberts và Ernest Riera. Phim có sự tham gia của Mandy Moore, Claire Holt, Chris J. Johnson, Yani Gellman, Santiago Segura và Matthew Modine. Phim khởi chiếu tại Việt Nam ngày 16 tháng 6 năm 2017.

## Nội dung
Hai chị em Lisa và Kate đang đi nghỉ ở Mexico sau khi bạn trai của Lisa vừa chia tay cô. Họ quyết định đi xem cá mập từ lồng lặn cùng với hai người đàn ông địa phương. Tại bến tàu, Lisa, người chưa bao giờ lặn biển, cảnh giác với con thuyền và chủ nhân của nó, Thuyền trưởng Taylor. Họ nói dối anh ta rằng cả hai đều là thợ lặn giàu kinh nghiệm và anh ta đồng ý đưa họ ra biển.
Lisa và Kate được đưa xuống biển trong một chiếc lồng, với những chiếc mặt nạ cho phép họ nói chuyện với nhau và với Taylor trên thuyền. Hai chị em nhanh chóng bị bao vây bởi những con cá mập trắng lớn, nhưng dây cáp tời bị đứt và chiếc lồng chìm xuống đáy đại dương, cách mặt nước 47 mét (154 feet) và nằm ngoài phạm vi liên lạc với con thuyền. Kate bơi lên đến khi có thể tiếp tục liên lạc với Taylor, người nói với cô rằng một người trong nhóm của anh ta, Javier, sẽ lặn xuống với một sợi dây cáp tời dự phòng. Anh ta khuyên họ nên ở trong lồng vì bọn cá mập đang ở gần đó. Cả hai người phụ nữ đều sắp hết dưỡng khí nhưng nhìn thấy ánh đèn pin ở phía xa và Lisa bơi ra ngoài để cầu cứu, tránh được một con cá mập cố gắng tấn công cô.
Lisa trở nên mất phương hướng và Javier cố gắng đưa cô trở lại chiếc lồng, nhưng anh ta bị giết bởi một con cá mập. Lisa lấy khẩu súng bắn cá và dây cáp tời của anh ta rồi bơi trở lại chiếc lồng. Dây cáp tời dự phòng được gắn vào nhưng nó bị đứt và chiếc lồng lại chìm xuống, đè lên chân Lisa và ghim chặt cô. Kate nói với Taylor rằng họ sắp hết dưỡng khí và Lisa bị mắc kẹt. Anh ta gửi bình dưỡng khí xuống và nói với họ rằng cảnh sát biển đang đến. Anh ta cũng cảnh báo rằng bình thứ hai có thể gây mê man khí nitơ, dẫn đến ảo giác. Kate rời khỏi chiếc lồng để lấy bình dưỡng khí và cũng tìm thấy ba quả pháo sáng, nhưng khi trở lại chiếc lồng thì cô bị một con cá mập tấn công.
Lisa sử dụng bình dưỡng khí cũ của mình để nâng chiếc lồng lên, rút chân ra và bơi đến chỗ Kate, người đang bị thương. Hai chị em quyết định bơi lên mặt nước, sử dụng pháo sáng để đuổi cá mập. Lên đến độ sâu 20 mét, Taylor nhắc nhở họ phải đợi 5 phút để giảm áp suất nước và tránh bệnh giảm áp. Kate vô tình đánh rơi quả pháo sáng thứ hai và đốt quả pháo sáng thứ ba, phát hiện ra rằng họ đang bị bọn cá mập bao vây. Khi quả pháo sáng thứ ba tắt, họ cởi bỏ đồ trang bị và lao lên mặt nước. Một con cá mập cắn một chân của Lisa nhưng cô thoát ra và cả hai người phụ nữ đến chỗ con thuyền. Lisa lại bị tấn công và khi những người đàn ông kéo được hai chị em lên thuyền thì cô đã bị mất một nửa chân. Thật ra đó chỉ là hình ảnh trong ảo giác của Lisa, cô đã bị ảo giác do mê man khí nitơ và cô vẫn đang ở dưới đáy đại dương với chân bị kẹt dưới chiếc lồng, còn Kate đã biến mất. Khi các thợ lặn của cảnh sát biển đến để giải cứu cô, cô thoát khỏi ảo giác và gọi tên Kate nhưng không nghe trả lời vì em gái cô đã bị cá mập giết chết.

## Diễn viên
- Mandy Moore vai Lisa
- Claire Holt vai Kate
- Chris J. Johnson vai Javier
- Yani Gellman vai Louis
- Santiago Segura vai Benjamin
- Matthew Modine vai Thuyền trưởng Taylor